# Gaby Nestler
Gaby Nestler, verehel. Liebe (* 16. Februar 1967 in Annaberg-Buchholz) ist eine ehemalige deutsche Skilangläuferin.

## Werdegang
Nestler, die für den SC Traktor Oberwiesenthal startete, nahm von 1984 bis 1987 an Wettbewerben des Skilanglauf-Weltcups teil. International trat sie erstmals bei den Nordischen Junioren-Skiweltmeisterschaften 1982 in Murau in Erscheinung. Dort kam sie auf den 15. Platz über 5 km. Bei den nordischen Skiweltmeisterschaften 1985 in Seefeld belegte sie den 16. Platz über 10 km Freistil. Mit der DDR-Staffel gewann sie Bronze. Bei der Juniorenweltmeisterschaft 1985 in Täsch holte sie Bronze über 5 km Freistil und mit der Staffel. Ihren einzigen Weltcupsieg schaffte sie im Januar 1986 in Les Saisies über 10 km Freistil. Sie ist damit die jüngste Siegerin eines Weltcupeinzelrennens. Die Saison 1985/86 beendete sie auf dem sechsten Platz in der Weltcupgesamtwertung. Bei der Juniorenweltmeisterschaft 1986 in Lake Placid gewann sie Gold über 15 km. Im März 1986 holte sie bei den DDR-Skimeisterschaften 1986 mit der Staffel Gold. Bei den nordischen Skiweltmeisterschaften 1987 in Oberstdorf errang sie den zehnten Platz über 20 km Freistil und den vierten Platz mit der Staffel.

## Weltcupsiege im Einzel
| Nr. | Datum           | Ort         | Disziplin                      |
| --- | --------------- | ----------- | ------------------------------ |
| 1.  | 11. Januar 1986 | Les Saisies | 10 km Freistil Individualstart |

## Weltcup-Gesamtplatzierungen
| Saison  | Platz | Punkte |
| ------- | ----- | ------ |
| 1983/84 | 49.   | 6      |
| 1984/85 | 24.   | 32     |
| 1985/86 | 6.    | 54     |
| 1986/87 | 26.   | 17     |